# Казо-д’Англес
Казо́-д’Англе́с (фр. Cazaux-d'Anglès) — коммуна во Франции, находится в регионе Юг — Пиренеи. Департамент — Жер. Входит в состав кантона Вик-Фезансак. Округ коммуны — Ош.
Код INSEE коммуны — 32097.

## География

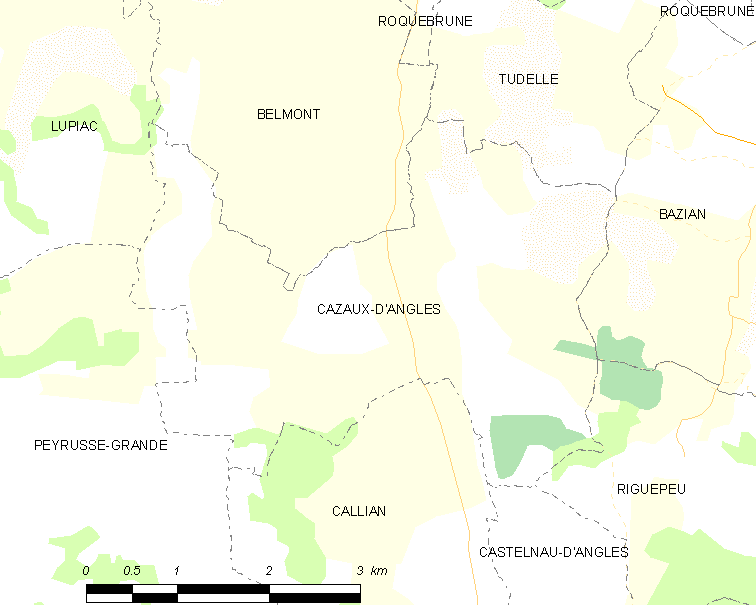
Карта коммуны

Коммуна расположена приблизительно в 600 км к югу от Парижа, в 100 км западнее Тулузы, в 27 км к западу от Оша.
На востоке коммуны протекает река Гиру, а на западе — река Озу.

## Климат
Климат умеренно-океанический. Лето жаркое и немного дождливое, температура часто превышает 35 °С. Зимой часто бывает отрицательная температура и ночные заморозки. Годовое количество осадков — 700—900 мм.

## Население
Население коммуны на 2010 год составляло 133 человека.
| 1962 | 1968 | 1975 | 1982 | 1990 | 1999 | 2010 |
| ---- | ---- | ---- | ---- | ---- | ---- | ---- |
| 178  | 172  | 130  | 124  | 120  | 116  | 133  |

## Администрация
| Период | Период | Фамилия        | Партия | Примечания |
| ------ | ------ | -------------- | ------ | ---------- |
| 1979   | 2008   | Клод Люссан    |        |            |
| 2008   | 2020   | Жан-Клод Трёле |        |            |

## Экономика
В 2010 году среди 81 человека трудоспособного возраста (15-64 лет) 59 были экономически активными, 22 — неактивными (показатель активности — 72,8 %, в 1999 году было 72,1 %). Из 59 активных жителей работали 52 человека (28 мужчин и 24 женщины), безработных было 7 (4 мужчины и 3 женщины). Среди 22 неактивных 4 человека были учениками или студентами, 12 — пенсионерами, 6 были неактивными по другим причинам.